# هومر فلويد
هومر فلويد (بالإنجليزية: Homer Floyd)‏ هو لاعب كرة قدم أمريكية ولاعب كرة قدم كندية أمريكي، ولد في 16 مايو 1936 في ويتومبكا في الولايات المتحدة.

## وصلات خارجية
- هومر فلويد على موقع JustSportsStats.com (الإنجليزية)